# New Lucena
New Lucena (Bayan ng New Lucena) är en kommun i Filippinerna. Kommunen ligger på ön Panay, och tillhör provinsen Iloilo. Folkmängden uppgår till 19 490 invånare.

## Barangayer
New Lucena är indelat i 21 barangayer.
| - Baclayan - Badiang - Balabag - Bilidan - Bita-og Gaja - Bololacao - Burot - Cabilauan - Cabugao - Cagban - Calumbuyan | - Damires - Dawis - General Delgado - Guinobatan - Janipa-an Oeste - Jelicuon Este - Jelicuon Oeste - Pasil - Poblacion - Wari-wari |

## Bildgalleri

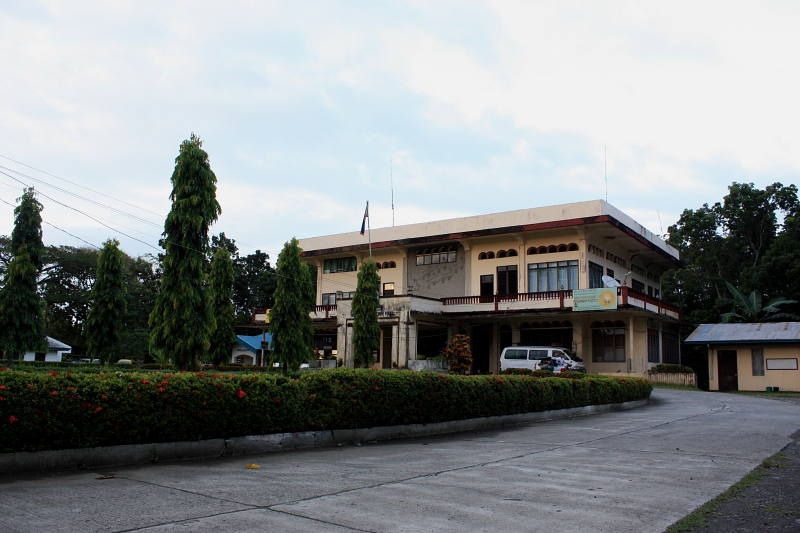